# Julia Church
Julia Church (Durban, 5 november 1996) is een Zuid-Afrikaans singer-songwriter en producer.

## Biografie
Church werd geboren in Durban maar verhuisde naar het Verenigd Koninkrijk voor haar zangcarrière. In 2015 bracht ze haar debuutsingle Bright Side uit, een samenwerking met Mozambo en Basic Tape. Bekendheid genereerde Church door de single Stay High, een samenwerking met Diplo en Hugel. Deze wist een derde plaats in de Billboard Top 100 te behalen. In 2019 bracht Church haar eerste ep getiteld Take What You Want, Do As You Please uit. In 2023 werkte ze samen met de Nederlandse dj Armin van Buuren waarmee ze samen de single Fire with Fire uitbracht.
Een jaar later volgt een nieuwe samenwerking met John Summit en Sub Focus, waarmee ze de single Go Back uitbracht.
In oktober 2024 volgde de single Never Letting Go, een samenwerking met de Braziliaanse dj Alok en de Amerikaanse muzikant Gryffin, dat door Radio 538 werd uitgeroepen tot dancesmash. Het leverde Church ook haar eerste tipparadenotering op.

## Discografie

### Albums
| Jaar | Titel                                |
| ---- | ------------------------------------ |
| 2024 | Take What You Want, Do As You Please |

### Singles
| Jaar | Titel                                  |
| ---- | -------------------------------------- |
| 2015 | Bright Side                            |
| 2023 | Stay High (met Diplo en Hugel)         |
| 2023 | Fire with Fire (met Armin van Buuren)  |
| 2024 | Go Back (met John Summit en Sub Focus) |
| 2024 | Never Letting Go (met Alok en Gryffin) |
| 2025 | Magnetic (met Sigma)                   |

- MusicBrainz: 9880688c-3b16-444c-bf3d-c11a8756064b